# Бакино (Собинский район)
Бакино — деревня в Собинском районе Владимирской области России, входит в состав Куриловского сельского поселения.

## География
Деревня расположена в 3 км на восток от центра поселения деревни Курилово и в 15 км на север от райцентра города Собинка.

## История
В конце XIX — начале XX века деревня входила в состав Кузнецовской волости Владимирского уезда, с 1924 года — в составе Ставровской волости. В 1859 году в деревне числилось 8 дворов, в 1905 году — 14 дворов, в 1926 году — 9 хозяйств.
С 1929 года деревня входила в состав Карачаровского сельсовета Ставровского района, с 1932 года — в составе Собинского района, с 1945 года деревня вновь в составе Ставровского района, с 1954 года — в составе Бабаевского сельсовета, с 1959 года — в составе Юровского сельсовета, с 1965 года — в составе Собинского района, с 1976 года — в составе Куриловского сельсовета, с 2005 года — Куриловского сельского поселения.

## Население
| 1859 | 1905 | 1926 | 2002 | 2010 | 2021 |
| ---- | ---- | ---- | ---- | ---- | ---- |
| 81   | ↘58  | ↘40  | ↘0   | →0   | ↗4   |